# Palacios, Hidalgo
Palacios är en ort i Mexiko.   Den ligger i kommunen Cardonal och delstaten Hidalgo, i den sydöstra delen av landet, 140 km norr om huvudstaden Mexico City. Palacios ligger 2 277 meter över havet och antalet invånare är 136.
Terrängen runt Palacios är kuperad åt sydost, men åt nordväst är den bergig. Runt Palacios är det ganska tätbefolkat, med 80 invånare per kvadratkilometer. Närmaste större samhälle är Ixmiquilpan, 19,9 km söder om Palacios. I omgivningarna runt Palacios växer i huvudsak blandskog.